# Керносівська сільська рада
| Керносівська сільська рада — колишній орган місцевого самоврядування у Новомосковському районі Дніпропетровської області з адміністративним центром у с. Керносівка. Сільській раді були підпорядковані населені пункти: - с. Керносівка - с. Ганнівка - с. Орілька |

## Склад ради
Рада складалася з 16 депутатів та голови.

## Керівний склад сільської ради
| ПІБ                       | Основні відомості                                                         | Дата обрання | Дата звільнення |
| ------------------------- | ------------------------------------------------------------------------- | ------------ | --------------- |
| Горбаток Петро Васильович | Сільський голова, 1967 року народження, освіта, безпартійний              | 26.03.2006   | 31.10.2010      |
| Горбаток Петро Васильович | Сільський голова, 1967 року народження, освіта вища, член Партії регіонів | 31.10.2010   |                 |

Примітка: таблиця складена за даними джерела